# Fédération haïtienne de basket-ball
Pour les articles homonymes, voir FHB.
La Fédération haïtienne de basket-ball, ou FHB, est une association, fondée le 10 mai 1951 chargée d'organiser, de diriger et de développer le basket-ball en Haïti.
La Fédération représente le basket-ball auprès des pouvoirs publics ainsi qu'auprès des organismes sportifs nationaux et internationaux et, à ce titre, Haïti dans les compétitions internationales. Elle défend également les intérêts moraux et matériels du basket-ball haïtien. Elle est affiliée à la FIBA depuis 1970, ainsi qu'à la FIBA Amériques.
La Fédération organise également le championnat national.

## Objet de la fédération
FEDERATION HAITIENNE DE BASKETBALL par abréviation F.H.B, a pour objet : 
1. D’organiser, de diriger et de développer le basketball en Haïti.
2. De promouvoir la pratique du basketball en Haïti en accord avec les orientations stratégiques définies par la FIBA ainsi que les Statuts Généraux, Règlements Internes, autres règles et décisions de la FIBA.
3. D'orienter et de contrôler les activités de toutes ligues, associations ou union d’associations s’intéressant à la pratique du basketball en Haïti.
4. De représenter le basketball haïtien auprès des pouvoirs publics ainsi qu’auprès des organismes sportifs nationaux et internationaux, de représenter, à ce titre, Haïti dans les compétitions internationales de basketball.
5. De défendre les intérêts moraux et matériels du basketball haïtien.
6. De permettre l'accès de tous à la pratique des activités physiques et sportives relatifs au basketball.
7. D'interdire toute discrimination et de veiller au respect de ses principes par ses membres.
8. Observer une neutralité politique et confessionnelle absolue.
9. D’assurer et appliquer des mesures disciplinaires utiles à l’exercice régulier de cette branche d’activités sportives.
10. De conclure, définir, agréer, superviser in fine toutes opérations de transfert d’une Ligue à une autre, lorsque la décision relève de sa compétence.
11. De négocier, transiger, contracter toute opération, de quelque nature qu’elle se révèle, relative à la matérialisation de l’un des objets sus-indiqués.

## Siège Social
La Fédération Haïtienne de basketball a son siège principal à Port-au-Prince. Il dispose de sièges annexes dans les principales villes de Province et dans les communes répondants aux exigences normatives fixées pour l’exercice de l’activité sportive concernée. Le siège principal, en cas de nécessité réelle, peut être transféré dans un arrondissement dépendant d’une autre ville par décision du Bureau Fédéral, soumise à l'assemblée générale pour avis motivé sur l’opportunité dudit transfert. L’épuisement de ce délai sans réponse de l'assemblée générale vaut approbation du lieu du nouveau siège.

## Mission
La F.H.B. est une association à but essentiellement non lucratif. Elle poursuit des buts d’intérêt général. Les ressources financières de la FHB sont utilisées pour la poursuite générale des buts énoncés dans les présents statuts et d’autres objectifs dégagés au cours de son existence. 
Toute compensation, remboursement, indemnité, frais ou autres débours seront conformes aux objectifs de la Fédération. 
La F.H.B. doit constituer des réserves financières spéciales selon les prévisions légales et statutaires. Le bureau Fédéral décide, après en avoir avisé l'assemblée générale, de l’utilisation des réserves, conformément à la loi. 

## Composition
La F.H.B est formée d’un ensemble de Ligues qui peuvent être nationales ou régionales. Ces ligues, constituées elles-mêmes de clubs affiliés.
D’autres associations sportives constituées et affiliées à la fédération dont la mission est définie pour la réalisation de tournois spécifiques dans le cadre de la promotion du basketball en Haïti. 
Les Organes:
La Fédération Haïtienne de Basketball (FHB) se compose : 
- De l’Assemblée Générale
- Du Bureau Fédéral
- Des Ligues Régionales
- De la Ligue Nationale Scolaire
- De la Commission de la Première Division
- De la Commission de la Deuxième Division
- De la Ligue Nationale Universitaire
- De la Ligue Nationale des Vétérans
- De la Ligue Nationale Corporative
- De la Direction Technique Nationale
- De la Commission des statuts, des règlements et de la discipline
- De la Commission de Marketing et des Finances
- De la Commission des Compétitions Internationales
- De la Commission des Compétitions Nationales
- De la Commission Féminine de Basketball
- De la Commission de Mini Basketball
- De la Commission du Basket à 3
- De la Commission Médicale
- De la Commission de la Sécurité des compétitions
- De la Commission des Relations Publiques.
- De la Commission Juridique.
- De la Commission des Arbitres et des officiels de table.
- De la Commission d’Appel
- De la Commission de Formation.
- De la Commission des opérations électorales.

## Ressources & Actifs
Les ressources financières de la FHB se composent : 
- Des droits d’affiliation et des cotisations annuelles de membres qui la composent.
- Des recettes de toute nature provenant des matchs officiels et des épreuves  organisées.
- Des subventions, dons, legs, qui pourront lui être consentis.
- Du revenu de ses biens.
- Des ressources créées à titre exceptionnel.
- Du montant des amendes perçues.
- Du produit des transferts de joueurs ;
- Les sommes provenant des cotisations arriérées.

- Des contrats de toute nature, tels transferts, prêts et emprunts auprès des Institutions financières ou des Particuliers, Ventes régulières ou ponctuelles d’objets, d’articles, d’accessoires de sport, etc.